# NGC 142
NGC 142 este o galaxie spirală situată în constelația Balena. A fost descoperită în anul 1886 de către Frank Muller. De asemenea, a fost observată încă o dată de către Herbert Howe.